# 吳希孟
吳希孟（1508年—？），字子醇，號龍津，太醫院籍，直隸常州府武進縣人，明朝政治人物。

## 生平
嘉靖十年（1531年）辛卯科順天鄉試第一百十五名舉人，十一年（1532年）中式壬辰科會試第二百五名，三甲第六十二名進士。都察院觀政，授分水縣知縣，改東陽縣知縣，十五年（1536年）升戶科給事中，十一月與翰林院修撰龔用卿出使朝鮮。歸國後，十七年（1538年）八月升兵科右給事中，擢江西布政使司參議，因事降會稽縣縣丞，升廣信府知府，二十二年（1543年）十二月考察致仕。

## 家族
曾祖吳玘，壽官；祖父吳寧，封太醫院判；父吳傑，前太醫院使。前母周氏；李氏（封安人）；母朱氏；繼母廖氏。妻王氏。兄吳希顏（冠帶階士）、吳希曾（舉人、冠帶醫士），弟吳希周、吳希程。

## 著作
有《釣台集》二卷。